# Santonastaso (cognome)
Santonastaso è un cognome di lingua italiana.

## Varianti
Il cognome non presenta varianti.

## Origine e diffusione
Cognome tipicamente campano, è presente prevalentemente nel casertano.
Potrebbe derivare da un toponimo.
In Italia conta circa 420 presenze.

## Persone
- Mario Santonastaso – attore e cabarettista italiano
- Giuseppe Santonastaso (1925-2007) – politico e ingegnere italiano
- Giuseppe Santonastaso (1875-1959) – politico italiano